# 光腔衰荡光谱
光腔衰荡光谱（Cavity ring-down spectroscopy，CRDS）（也称腔振铃吸收光谱，共振腔环路衰减光谱）是一种非常灵敏的光谱学方法。它可用来探测样品的绝对的光学消光，包括光的散射和吸收。它已经被广泛地应用于探测气态样品在特定波长的吸收，并可以在万亿分率的水平上确定样品的摩尔分数。这种方法也被称作激光光腔衰荡吸收光谱（Cavity ring-down laser absorption spectroscopy, CRLAS）。
一台典型的光腔衰荡光谱装置包含了一个用于照亮高精细度光学谐振腔的激光光源，和构成谐振腔的两面高反射率反射镜。当激光和谐振腔的模式共振时，腔内光强会因相长干涉迅速增强。之后激光被迅速切断，以探测从腔中逸出光强的指数衰减。在衰减中，光在反射镜间被来回反射了成千上万次，由此带来了几到几十公里的有效吸收光程。
如果吸光物质被放置在谐振腔内，则腔内光子的平均寿命会因被吸收而减少。一套光强衰荡光谱装置测量的是，光强衰减为之前强度的 1/e 所需要的时间，这个时间被称为“衰荡时间”可以被用来计算腔内吸光物质的浓度。

## 详细描述
光腔腔衰荡光谱是一种激光吸收光谱。
光腔衰荡光谱一般分为脉冲光腔衰荡光谱(Pulsed Cavity Ring-down Spectroscopy) 和连续波光腔衰荡光谱(cw- Cavity Ring-down Spectroscopy) 。
以脉冲光腔衰荡光谱为例，一个激光脉冲被囚禁在一个高反射率(通常R>99.9%)的谐振腔中。被囚禁脉冲每在腔中来回反射一次，强度都会由于腔中介质的吸收与散射以及反射损耗，而降低一个固定的比例。于是腔内光脉冲的强度被确定为一个随时间变化的指数函数。
{\displaystyle I(t)=I_{0}e^{-{t}/{\tau }}}
工作原理是基于测量衰减率而不是绝对吸收。这是其拥有超过传统光谱方法灵敏度的原因，因其免疫了激光脉冲的强度波动。衰减常数，{\displaystyle \tau }，是光强从原有强度下降到 1/e 所用的时间，被称为衰荡时间，和腔内的损耗机制相关。对于空腔，衰减常数依赖于镜子的反射损耗和各种光学现象如散射和折射：
{\displaystyle {\tau _{0}={\frac {n}{c}}{\cdot }{\frac {l}{1-R+X}}}}
其中 n 是腔内介质的折射率，c是真空中的光速，l 是腔长，R 是镜子反射率，并考虑到其他带来光的损失的杂项X 。 这个方程使用近似ln(1+x)≈x，x 接近于零时成立，这符合一般光腔衰荡光谱中的情况。通常，出于简化考虑，将杂项损失视作一个等效的反射损耗。当一个有吸收的样品在腔内时，根据比尔-朗伯定律，将增大损耗。假设该样品充满整个空腔，
{\displaystyle {\tau _{0}={\frac {n}{c}}{\cdot }{\frac {l}{1-R+X+{\alpha }l}}}}
其中{\displaystyle \alpha }是该样品的吸收系数。

## 光腔衰荡光谱的优点
光腔衰荡光谱相较于其他吸收光谱方法有两个主要的优点：
首先，它不会受到激光的强度波动的影响。 在大多数吸收测量中，光源光强必须假定是稳定，不会因有无样品而改变。任何光源光强的漂移都会在测量中引入误差。 在光强衰荡光谱中，衰荡时间并不取决于激光的强度，则这种激光强度的波动都不再是问题。因其不依赖于激光强度，使得光腔衰荡光谱不需要用到外部标准进行校准或对照。
第二，由于它非常长的吸收长度，其非常灵敏。在吸收测量中，最小可探测吸收正比于样品的吸收长度。由于光在反射镜之间被来回反射了很多次，使得它有非常长的吸收长度。例如，激光脉冲来回通过一个一米的光腔500次，就会带来1公里的有效吸收长度。
由此包含以下优点：
- 高灵敏度，因其在检测池中有长吸收长度的特性；
- 免疫激光光强波动，因其测量的是速率而非强度；
- 宽的可应用光谱范围，对给定的镜片一般可在±5% 中心波长范围内工作；
- 高速度，一次衰荡事件可以在毫秒的时间尺度上完成；
- 不需要荧光，这使得它对一些(例如快速解离)系统相较于激光诱导荧光(Laser-induced fluorescence, LIF)和共振增强多光子离子化(Resonance-enhanced multiphoton ionization, REMPI)更有吸引力。

## 光腔衰荡光谱的缺点
- 因为只能使用单色激光光源，光谱不能很快速地获得。尽管这样说，一些研究组正在开始开发利用宽带有机发光二极管或超连续光谱光源[2][3][4][5]用于光腔衰荡光谱，其中光可以被光栅色散之后由CCD探测或是由傅里叶变换光谱仪探测。也许更重要的是，积分腔输出光谱(Integrated Cavity Output Spectroscopy, ICOS)的发展已经有了长足的进步[來源請求]，在具有相等水平的灵敏度情况下，其相较于光腔衰荡光谱更为适合用于实地测量。
- 受限于可用的激光光源和高反射率反射镜的限制，在很多波段的光腔衰荡光谱是较为难获得的。
- 花费：因为光腔衰荡光谱对光源和高反射率反射镜的要求，其花费往往相较于其他光谱方法较为昂贵。